# Oscar Freire
Oscar Freire de Carvalho (Salvador, 3 de outubro de 1882 — São Paulo, 11 de janeiro de 1923) foi um médico brasileiro.
Filho do advogado Manuel Freire de Carvalho e de Isaura Freire de Carvalho, era casado com Marietta Filgueiras Freire de Carvalho.
Formou-se na Faculdade de Medicina da Bahia, sendo discípulo de Nina Rodrigues, de quem herdou o interesse pela Medicina Legal. Foi também o sucessor de Nina Rodrigues na cátedra de Medicina Legal, lente da Faculdade de Medicina e diretor do Serviço Médico Legal da Polícia. Em 1912, juntamente com Alfredo Britto, diretor da mesma Faculdade, e com a ajuda de Josino Cotias, pôs em execução o plano de Nina Rodrigues, que era a construção de um instituto médico-legal. Criou-se, assim o Instituto Médico Legal Nina Rodrigues.
Com a estruturação do curso de medicina da recém criada Faculdade de Medicina e Cirurgia de São Paulo, em 1913, foi convidado pelo Prof. Arnaldo Vieira de Carvalho a reger a cátedra de Medicina Legal. Fundou a Sociedade de Medicina Legal e Criminologia de São Paulo, idealizou e construiu o Instituto Médico-Legal e criou o primeiro curso de Deontologia Médica do Brasil. Era ainda membro honorário do Instituto de Medicina Legal de la Universidad de Madrid. 
Com o lançamento da pedra fundamental do prédio próprio da faculdade - a primeira das sete edificações  previstas no projeto -, o prédio situado na Rua Teodoro Sampaio abrigou inicialmente a cátedra de Anatomia (regida pelo Prof. Alfonso Bovero)  e, após o falecimento precoce do mestre de Oscar Freire, passou a abrigar a cadeira de Medicina Legal, recebendo seu nome.
Seu nome também foi dado a uma rua na região dos Jardins, em São Paulo. A Rua Oscar Freire se notabiliza atualmente pelo comércio de bens de luxo.